# Southern Born Killers
Southern Born Killers es el quinto álbum de estudio del grupo de rap metal estadounidense Stuck Mojo. Este es el primer álbum de estudio de la banda tras la separación del año 2000, cambiando al antiguo vocalista Bonz por Lord Nelson. La versión inicial del álbum fue lanzada como descarga vía libre en internet en el sitio web de la banda el 23 de abril de 2007. El álbum fue lanzado comercialmente el 4 de marzo de 2008.

## Lista de canciones
| N.º | Título                   | Escritor(es)               | Duración |  |
| 1.  | «I'm American»           | Nelson/Ward                | 3:00     |  |
| 2.  | «Southern Born Killers»  | Nelson/Ward                | 4:10     |  |
| 3.  | «The Sky Is Falling»     | Nelson/Aborn/Ward/Frampton | 5:53     |  |
| 4.  | «Metal Is Dead»          | Ward/Nelson/Aborn          | 4:14     |  |
| 5.  | «For The Cause of Allah» | Ward                       | 4:35     |  |
| 6.  | «Open Season»            | Ward/Nelson/Aborn/Frampton | 7:19     |  |
| 7.  | «Prelude To Anger»       | Ward                       | 1:04     |  |
| 8.  | «That's When I Burn»     | Nelson/Ward                | 4:02     |  |
| 9.  | «Yoko»                   | Ward/Nelson                | 7:47     |  |
| 10. | «Home»                   | Nelson/Ward/Archie         | 4:41     |  |

| Bonus tracks en el lanzamiento comercial |                             |              |          |  |
| N.º                                      | Título                      | Escritor(es) | Duración |  |
| 11.                                      | «Go»                        | Nelson/Ward  | 3:35     |  |
| 12.                                      | «The Fear Is All Around Me» | Nelson/Ward  | 5:32     |  |
| 13.                                      | «This Is How We Swing»      | Nelson/Ward  | 3:23     |  |